# Great Meolse
Great Meolse var en civil parish från 1866 till 1894 då den blev en del av Hoylake cum West Kirby, i grevskapet Cheshire (nu Merseyside), i England. Denna civil parish hade 456 invånare år 1891.